# 小澤智将
小澤 智将（おざわ ともまさ、1994年7月18日 - ）は、日本の男子元プロバスケットボール選手である。現役時代のポジションはシューティングガード。

## 来歴
福岡県出身。
福翔高校から東海大学九州キャンパスに進み、ライジングゼファーフクオカと特別指定選手契約。
卒業後、川崎ブレイブサンダースとプロ契約。
2018年、広島ドラゴンフライズに移籍。
2020年、愛媛オレンジバイキングスに期限付き移籍。
2021年、滋賀レイクスターズに完全移籍。
2022年、京都ハンナリーズに移籍。京都では53試合の出場で平均2.7得点を記録した。2023年5月22日に双方合意の上、契約解除となった。
2023年6月30日に横浜エクセレンスと契約を結んだ。
2024年9月11日に現役引退を表明した。